# Mangora nuco
Mangora nuco là một loài nhện trong họ Araneidae.
Loài này thuộc chi Mangora. Mangora nuco được Herbert Walter Levi miêu tả năm 2007.